# Zoetermeer Panters
Die Zoetermeer Panters sind ein niederländischer Eishockeyclub aus Zoetermeer, der 1982 gegründet wurde und momentan in der BeNe League spielt. Seine Heimspiele trägt der Verein im PWA Silverdome aus, der 3.500 Zuschauer fasst.

## Geschichte
Die Zoetermeer Panters wurden 1982 gegründet und spielten ab der Saison 2009/10 in der Eerste divisie, der zweithöchsten Spielklasse des Landes. Seit 2015 spielen sie in der neuen belgisch-niederländischen BeNe League, deren Gründungsmitglied sie waren. Derzeit sind die Zoetermeer Panters einer der größten Eishockeyclubs der Niederlande mit acht Jugendmannschaften (4 bis 20 Jahre).

## Bekannte Spieler
- Tony Demelinne
- Marcel Kars
- Jeffrey Melissant
- Jordy van Oorschot
- Joey Oosterveld
- Jurryt Smid
- Dax van de Velden